# Sigma Sound Studios
Sigma Sound Studios foi um estúdio de gravações em Filadélfia, na Pensilvânia, EUA. Foi fundado em 1968 pelo engenheiro de som Joseph Tarsia.
Localizado na 212 North 12th Street, foi um dos primeiros estúdios nos Estados Unidos a oferecer gravações de 24 faixas e o primeiro do mundo a empregar com sucesso a automação de mixes. Tarsia, originalmente engenheiro-chefe na Philadelphia's Cameo-Parkway Studio, também abriu a Sigma Sound Studios de Nova Iorque em 1977, no edifício do Ed Sullivan Theater.